# سرگئی گورکف
سرگئی گورکف (روسی: Серге́й Никола́евич Горько́в؛ زادهٔ ۱ دسامبر ۱۹۶۸) سیاستمدار، بانکدار، وکیل و مدیر ارشد اجرایی اهل روسیه است، که هم‌اکنون بعنوان رئیس هیئت مدیره وینشیکنومبانک و نایب رئیس هیئت مدیره اسبربانک فعالیت می‌کند.